# H.P. Hanssen
Hans Peter Hansen, även kallad H.P. Hanssen Nørremølle, född 21 februari 1862 på gården Nørremølle på halvön Sundeved, död 27 maj 1936, var en dansk redaktör och politiker. Han var en aktivist för återförening av Nordslesvig med Danmark.

## Biografi
H.P. Hanssen var gift med Helene Lucie Iversen och var far till politikern Ingeborg Refslund Thomsen.
Hanssen utbildades i både Danmark och Tyskland, däribland vid Askov Højskole på södra Jylland och i Köpenhamn, Berlin och Leipzig. I huvudstaden kom han i kontakt med historikern A.D. Jørgensen, språkforskaren H.V. Clausen och professor Aage Friis och skrev flera artiklar om förhållandena i Nordslesvig (Sønderjylland).
Hanssen bosatte sig i Sønderborg 1888 och var med om att grunda Den nordslesvigske Vælgerforening, en dansksinnad nationalpolitisk rörelse, i vilken han var sekreterare fram till 1896, då han blev invald till den preussiska lantdagen. Han var under samma period journalist och redaktör för Sønderjydske Aarbøger, som utkommit sedan 1889. År 1893 flyttade han till Åbenrå och köpte där upp den lokala morgontidningen Hejmdal. Han lade därmed grunden till att Åbenrå blev centrum för de dansksinnades nationella arbete i Nordslesvig, vilket det kom att vara så länge Nordslesvig hörde under Tyskland. Han var med om att upprätta en rad organisationer, däribland Skoleforeningen år 1892, som hade som mål att värna om den danska historien, det danska språket och Nordslesvigs anknytning till Danmark. Detta ledde till att de tyska myndigheterna gjorde flera försök på att stoppa honom; år 1895 blev han anklagad och arresterad för högförräderi, men blev frisläppt. Han tilldelades även flera bötes- och fängelsestraff, varav det längsta fängelsestraffet, som var på tre månader, avtjänades 1906.
I den preussiska lantdagen representerade han sønderjyderne (ungefär sydjyllänningarna) fram till och med 1908. År 1906, efter att hans politiska rival Jens Jessen dog, tog Hanssen över hans plats i den tyska riksdagen i Berlin, en post han innehade till kejsardömet Tysklands sammanbrott 1918. Utöver sina krav på dansk folkrätt arbetade han för att säkra den dansksinnade befolkningen deras politiska rättigheter. Före sammanbrottet höll han ett tal i riksdagen med krav om Nordslesvigs återförening med Danmark, i vilken han hänvisade till president Woodrow Wilsons program på 14 punkter för folkens självbestämmanderätt samt Pragfredens 5:e paragraf, som fastslog att Nordslesvig skulle höra under Danmark om en majoritet röstade för det i en folkomröstning. Talet hölls samtidigt som den danska Rigsdagen höll ett möte om Nordslesvigs framtid. Man stod inför dilemmat att antingen ingå hemliga avtal med Tyskland och riskera att uppfattas som allierad med Tyskland, eller att föra fram sina krav genom de allierade makterna och därigenom riskera att vid en senare tidpunkt ge Tyskland möjligheter till revansch. Man kom fram till att man skulle låta Slesvig Nords invånare ställa sina krav själva.
Efter ett två dagar långt möte i Den nordslesvigske Vælgerforening enades man om den s.k. Aabenraa-resolutionen, som krävde en folkomröstning i ett område som sträckte sig upp från Flensburg Fjord och den s.k. Clausen-linjen söder om staden Tønder. Man kom också överens om att distrikten söder om denna linje skulle ha rätt till att genom folkomröstning få avgöra vilket av länderna man ville tillhöra. Hanssen offentliggjorde resolutionen i ett tal från en balkong inför cirka 3 000 människor och i november 1918 överlämnade han resolutionen till Danmarks ambassadör i Berlin, greve Carl Moltke, med en begäran om att den danska regeringen överlämnade den till de allierade segrarmakterna för att befolkningen i Nordslesvig skulle kunna få sin rätt. När folkomröstningarna väl hölls uppstod en konflikt kring den nya gränsdragningen. Hanssen förespråkade att den nya gränsen skulle gå utefter vad de olika distrikten hade röstat, vilket också var den danska regeringens hållning.
Hanssen blev tillfällig minister för sønderjyske anliggender i Carl Theodor Zahles regering i juni 1919. Han angreps våldsamt av nationalistiska grupper för detta. Han var medlem av Folketinget för Det sønderjyske Venstre. Han utsågs till kommendör av 2:a graden av Dannebrogsorden och mottog Fortjenstmedaljen i guld.

## Utmärkelser
- Kommendör av Dannebrogorden,  1920[2]
- Förtjänstmedaljen i guld,  1922[2]
- Kommendör av första graden av Dannebrogorden,  1930[2]

[Redigera Wikidata]